# Lago Vostok
Il lago Vostok è il più grande degli oltre 70 laghi subglaciali che si trovano sotto la calotta di ghiaccio dell'Antartide. Si trova in profondità nell'area glaciale vicino alla base russa Vostok, nell'Antartide Orientale, ed è un lago di acqua dolce.
Il 5 febbraio 2012, un team di scienziati russi ha affermato di aver raggiunto la profondità di circa 3768 m e di aver trafitto lo scudo di ghiaccio che sovrasta il lago. Il team russo progetta di inviare un robot nel lago per raccogliere campioni di acqua e sedimenti dal fondo.

## Scoperta
Il lago fu scoperto dal geografo russo Andrej Kapica durante una serie di spedizioni scientifiche sovietiche che si tennero fra il 1959 e il 1964 e che previdero l'uso di sondaggi sismici e l'analisi delle relative onde sismiche così prodotte. L'esistenza fu confermata nel corso degli anni grazie alla combinazione di diversi dati, tra cui misurazioni radar che penetrarono nel ghiaccio profondo e misurazioni batimetriche radar dallo spazio, mentre l'esatta grandezza fu determinata solo nel 1996 grazie al lavoro di scienziati russi e britannici che integrarono una varietà di dati. A causa della sua posizione al di sotto del ghiaccio si tratta del lago più intatto e più antico della terra: le sue acque e il suo microambiente hanno probabilmente milioni di anni di età. Poiché il lago, a causa della sua temperatura media di −3 °C, superiore alla temperatura di fusione del ghiaccio alle pressioni a cui si trova il lago, non è completamente ghiacciato, è oggetto di ricerche attuali.

## Storia delle ricerche
Nel 1974 dei ricercatori russi raggiunsero la Stazione Vostok, il luogo più freddo conosciuto della Terra (−89,4 °C) per finalità di ricerca della storia climatica terrestre. Nel 1990 si iniziò il prelevamento di carote di ghiaccio per fini di ricerca climatologica da parte di basi russe, francesi e americane. Come si poté constatare in seguito, le trivellazioni si trovavano direttamente sul lago Vostok. La trivellazione venne portata avanti e bloccata solo nel 1999, a 150 m di distanza dal lago, in seguito ad alcuni accordi internazionali, per evitare una contaminazione del lago. Questo dipende soprattutto dal fatto che vennero usati cherosene e freon per tenere aperto il foro di trivellazione. Dall'analisi delle carote di trivellazione si poté constatare tuttavia che gli ultimi 60 m non sono più costituiti da ghiaccio di calotta, ma da acqua lacustre ghiacciata. La maggior parte dei rilievi svolti finora sul lago Vostok derivano da questa trivellazione.

## Ricerche recenti
Nel gennaio 2006 i due ricercatori di geofisica della Columbia University Robin Bell e Michael Studinger, annunciarono su Geophysical Research Letters la scoperta di altri due laghi sotto la calotta di ghiaccio antartica; denominati "Lago 90 Gradi Est" e "Sovetskaja".
Si pensa, inoltre, che i laghi antartici possano essere connessi da una rete di fiumi subglaciali. Sempre nel 2006 i glaciologi Duncan Wingham (University College, Londra) e Martin Siegert (Università di Bristol, oggi Università di Edimburgo) pubblicarono sulla rivista Nature l'ipotesi che molti dei laghi subglaciali antartici siano, almeno temporaneamente, interconnessi. A causa delle variazioni di pressione dell'acqua nei singoli laghi, si possono improvvisamente formare fiumi subglaciali che muovono grosse masse d'acqua attraverso il ghiaccio.
Per provare l'eventuale esistenza di forme di vita nelle acque del lago Vostok senza il rischio di contaminazioni esterne, il Jet Propulsion Laboratory ha studiato un progetto che prevede l'uso di una prima sonda (chiamata cryobot) che avrebbe il compito di penetrare nella calotta ghiacciata in corrispondenza del lago sciogliendone il ghiaccio soprastante. La sonda sarebbe collegata alla superficie mediante un cavo per le trasmissioni e l'alimentazione. All'interno di essa troverebbe posto un piccolo sommergibile (chiamato hydrobot) che verrebbe rilasciato non appena il cryobot abbia raggiunto il lago. L'hydrobot, a questo punto, navigherebbe nel lago per studiarlo mediante una telecamera e altri strumenti.
Il 7 marzo 2013 i ricercatori annunciano la presenza di batteri sconosciuti all'interno del lago Vostok. Come dichiarato dal responsabile dell'operazione Sergei Bulat, il DNA di un particolare tipo di batteri, tra quelli rinvenuti, è per l'86% simile a quello di organismi conosciuti fino a oggi. Solitamente al 90% l'organismo viene dichiarato sconosciuto. Inoltre non è stato possibile rintracciare alcun discendente genetico del suddetto batterio.
A maggio del 2013 sarebbe dovuta partire una seconda spedizione per confermare che nel lago Vostok sia stata scoperta una nuova forma di vita.

## Sviluppi successivi al 2012
A seguito del raggiungimento del lago Vostok tramite perforazione nel febbraio 2012, l’analisi preliminare annunciata nel marzo 2013 riportò l’individuazione di ceppi batterici sconosciuti all’interno del lago, con una similarità dell’86% rispetto ai ceppi noti (quando sotto al 90% un organismo può essere considerato nuovo). Una seconda spedizione russa, prevista per il maggio 2013 per confermare la scoperta di nuove forme di vita, fu tuttavia posticipata. In seguito, i ricercatori ipotizzarono che i batteri identificati potessero in realtà provenire da contaminazioni dovute al cherosene e al freon utilizzati nel fluido di perforazione, anziché costituire un ecosistema indigeno del lago.
Parallelamente, studi indipendenti sul "ghiaccio di accrezione" (il ghiaccio formatosi dall’acqua del lago) hanno rivelato la presenza di un’ampia varietà di microorganismi. Un’analisi pubblicata nel 2013 identificò oltre 3.500 sequenze genetiche uniche, di cui circa il 94% attribuibili a batteri e il restante a archei ed eucarioti, inclusi organismi tipici di ambienti marini e d’acqua dolce . Sono state riscontrate persino tracce di organismi pluricellulari, come alcuni batteri normalmente associati all’intestino dei pesci, suggerendo che il lago possa aver ospitato (o ricevere contributi da) forme di vita complesse. Tali risultati indicano che il lago Vostok non è un ambiente sterile, bensì potrebbe contenere un ecosistema microbico diversificato, anche se non si esclude che parte del materiale genetico ritrovato possa derivare da antiche connessioni idrologiche con l’esterno o da contaminazioni naturali.
Nel gennaio 2015 il team russo intraprese una nuova perforazione “pulita” per accedere al lago senza contaminazioni: venne utilizzata una sonda speciale di circa 50 kg, calata nel foro originario, che riuscì a raccogliere circa 1 litro d’acqua liquida dal lago isolandola dai fluidi antigelo circostanti. La tecnologia impiegata, tuttavia, si rivelò inadatta a ottenere campioni completamente incontaminati: l’acqua del lago risalì spontaneamente per oltre 500 m nel foro (contro i ~30–40 m previsti), mescolandosi in parte con il liquido di perforazione, e i risultati dettagliati delle analisi di quel campione non furono pubblicati. Nell’ottobre 2015 le operazioni vennero sospese a causa di insufficienti finanziamenti da parte del governo russo, interrompendo temporaneamente le esplorazioni dirette del lago.
Nel 2019 sono state gettate le basi per nuove ricerche future: il governo russo ha avviato l’installazione di un nuovo complesso presso la stazione Vostok, finanziato in parte dal magnate Leonid Mikhelson, progettato per ospitare fino a 35 persone in estate (15 in inverno) e dotato di moderni generatori e infrastrutture per le attività scientifiche. I 133 moduli prefabbricati del nuovo campo base sono giunti in Antartide nel dicembre 2021 e verranno assemblati presso la stazione Vostok entro pochi anni, potenziando il supporto logistico per eventuali nuove spedizioni di ricerca sul lago.
Le analisi scientifiche sui campioni già raccolti sono proseguite. Uno studio pubblicato nel 2020 ha confrontato il contenuto genetico del ghiaccio basale (il ghiaccio della calotta glaciale in contatto con il lago) con quello del ghiaccio di accrezione del lago, rilevando comunità microbiche quasi completamente differenti nei due ambienti. Questa scoperta supporta l’ipotesi dell’esistenza di **due ecosistemi separati**: uno associato al ghiaccio sovrastante e uno all’acqua del lago stesso. Nello stesso studio sono state identificate nuovamente tracce di **DNA** riconducibili a organismi marini, tra cui batteri tipici dell’intestino dei pesci e una sequenza genetica molto simile a quella della *Notothenia coriiceps* (un pesce antartico dotato di proteine “antigelo”). Tali evidenze suggeriscono possibili scambi biologici avvenuti in epoche remote (ad esempio attraverso infiltrazioni di acqua marina nel ghiaccio) oppure forme di contaminazione naturale, pur senza pregiudicare la possibilità che il lago ospiti forme di vita uniche adattatesi al suo ecosistema isolato.

## Stato di conoscenze del lago
| Posizione                        | 77°S 105°E  |
| Lunghezza                        | 250 km      |
| Ampiezza                         | 40-50 km    |
| Profondità (sotto il ghiaccio)   | 3700-4100 m |
| Profondità (del bacino lacustre) | 400-1000 m  |
| Superficie                       | 15690 km²   |
| Volume d'acqua                   | 5400 km³    |
| Temperatura                      | −3 °C       |

### Due ecosistemi separati
Il lago sembra comporsi da due bacini separati, divisi da un crinale di roccia. Questa conformazione porta a supporre che la composizione chimica e biologica dei due ecosistemi possa essere diversa.

### Alta pressione ed elevata concentrazione di ossigeno
Il lago Vostok è un ambiente estremamente oligotrofico (cioè povero di sostanze nutritive) le cui acque sono supersature di ossigeno, con livelli 50 volte superiori a quelli che solitamente vi sono nei normali laghi d'acqua dolce superficiali. La ragione di questa elevata concentrazione di ossigeno potrebbe essere dovuta alla calotta ghiacciata presente sopra il lago che, sciogliendosi, rilascerebbe nel lago ossigeno e altri gas. Questi gas verrebbero poi intrappolati in una struttura di tipo clatrato idrato. In questo tipo di strutture molecolari il gas è racchiuso da una "gabbia" di ghiaccio e ha l'aspetto di neve compatta.
A causa delle alte pressioni, se l'acqua del lago fosse fatta defluire attraverso la copertura di ghiaccio (per esempio mediante una perforazione), potrebbe fuoriuscire con estrema violenza e, se non debitamente contenuta, potrebbe esporre il lago e il suo microambiente a rischi di contaminazioni esterne.

### Ipotesi sulla presenza di vita
Nessun lago sulla Terra ha la concentrazione di ossigeno del lago Vostok. Qualunque organismo eventualmente presente nel lago dovrebbe essere in grado di sopravvivere a questa condizione di "avvelenamento da ossigeno". Alcuni hanno speculato sul fatto che questi organismi potrebbero aver sviluppato particolari adattamenti, come un'elevata concentrazione di enzimi protettivi, in modo da sopravvivere in queste condizioni estreme.
Date le somiglianze che esistono tra il lago Vostok e l'oceano d'acqua presente sotto la crosta ghiacciata di Europa (un satellite di Giove), un'eventuale scoperta di forme di vita nel lago potrebbe rafforzare l'ipotesi dell'esistenza di vita extraterrestre anche su Europa.

### Maree nel lago Vostok
Nell'aprile del 2005, ricercatori giapponesi, russi e tedeschi hanno scoperto che il lago è soggetto a maree. A seconda della posizione del Sole e della Luna la superficie del lago si alza di 1 o 2 cm. I ricercatori ritengono che le fluttuazioni del livello dell'acqua funzionino come una sorta di pompa che genera una circolazione d'acqua, considerata necessaria per la presenza di eventuali microorganismi.

### Anomalie magnetiche
I rilevamenti magnetometrici condotti da Support Office for Aerogeophysical Research (SOAR) statunitense nel dicembre del 2000 hanno permesso di individuare un'anomalia magnetica di 1 microtesla nella zona sud-orientale del lago che si estende su un'area di 105 per 75 chilometri. I ricercatori ipotizzano che l'anomalia - comparabile a quelle riscontrabili nelle rocce magmatiche delle dorsali oceaniche - possa essere causata da un assottigliamento della crosta terrestre in quella zona.